# Fruits Basket
Fruits Basket (フルーツバスケット?, Furūtsu Basuketto) è un manga shōjo scritto e disegnato da Natsuki Takaya, pubblicato in Giappone sulla rivista Hana to Yume di Hakusensha dal 18 luglio 1998 al 20 novembre 2006. Nel 2001, l'opera ha vinto il premio Kodansha nella categoria shōjo.
Un adattamento anime prodotto dallo Studio Deen è stato trasmesso in Giappone su TV Tokyo a partire dal 5 luglio al 27 dicembre 2001. Tra settembre 2015 e marzo 2019 l'opera cartacea ha avuto un seguito, con personaggi diversi, dal titolo Fruits Basket another. Dal 5 aprile 2019 viene trasmesso su TV Tokyo un remake anime della serie in tre stagioni che, a differenza del precedente, copre tutte le vicende narrate nel manga.
In Italia il manga è stato pubblicato da Dynit dal luglio 2002 al febbraio 2008, mentre l'anime è inedito.

## Trama
Tohru Honda è una ragazza orfana di entrambi i genitori, che vive accampata nel bosco in una tenda da quando il nonno paterno le ha chiesto di trovarsi una nuova sistemazione in attesa che la sua casa venga ristrutturata. Quando viene invitata a vivere dal suo compagno di classe, Yuki Soma, e i suoi cugini, Kyo e Shigure, scopre casualmente che questi e tutti i membri della famiglia sono affetti da una maledizione secondo cui, quando vengono abbracciati da una persona del sesso opposto, si trasformano in animali dello zodiaco cinese. Convinta a vivere con loro a patto di non rivelare il segreto a nessuno, Tohru comincia ad incontrare uno dopo l'altro i diversi membri della famiglia Soma e decide di impegnarsi per sciogliere la maledizione, più crudele di quanto creda.

## Personaggi

### Personaggi principali
Tohru Honda (本田 透?, Honda Tōru)
Doppiata da: Yui Horie (anime 2001) / Manaka Iwami (anime 2019) / Hiroko Konishi (drama-CD)
Protagonista delle vicende, è una ragazza profondamente empatica, gentile ed altruista che frequenta le superiori, ha 16-18 anni. Suo padre Katsuya è morto quando ne aveva 3, mentre ha perso la madre Kyoko poco prima di entrare alle superiori in un incidente stradale ed è tormentata dal senso di colpa per non averla salutata la mattina in cui è morta. All'inizio della storia, vive in una tenda, ma viene trovata da Shigure e Yuki Soma, che le offrono ospitalità in casa loro a patto che si occupi delle faccende domestiche. Ama cucinare e ha trovato un lavoro part-time per pagare le spese scolastiche e non essere di peso al nonno. Si preoccupa prima per gli altri e poi per se stessa, mostrando oltre ad un'immensa generosità, un grande coraggio e tanta forza di volontà. Man mano che il tempo passa conosce tutti i membri della famiglia Soma e grazie al suo carattere sensibile e determinato, diviene una solida figura di supporto per tutti loro, che si affezionano moltissimo alla ragazza. Decide di impegnarsi per spezzare la maledizione della famiglia Soma, in particolar modo per liberare Kyo, del quale si è teneramente innamorata.
Yuki Soma (草摩 由希?, Sōma Yuki)
Doppiato da: Aya Hisakawa (anime 2001) / Nobunaga Shimazaki (anime 2019) e Miyuri Shimabukuro (anime 2019; da bambino)
Il topo dello zodiaco cinese, ha 16-18 anni ed è il fratello minore di Ayame. Attraente e riservato, ha molte ammiratrici, ma fa amicizia difficilmente. Da piccolo, sua madre lo affidò ad Akito, che lo tenne separato dagli altri e gli disse che tutti lo odiavano: per questo motivo, Yuki non ha molta fiducia in se stesso e si sente isolato. Questa sensazione è anche accentuata da Motoko Minagawa, presidentessa del fan club scolastico a lui dedicato, che lo protegge dalle altre ammiratrici. Yuki spera di poter avere degli amici, piuttosto che essere ammirato da tutti, ed invidia il comportamento spensierato che Kyo e Kakeru Manabe tengono con gli altri. Il ragazzo ha anche avuto un'infanzia traumatica: Akito, infatti, cancellò la memoria di una bambina che lo aveva toccato, trasformandolo in topo, e di tutti i suoi amici, che si dimenticarono, così, di lui. Il ragazzo si commuove quando Tohru, di fronte alla prospettiva che la propria memoria possa venire cancellata perché ha scoperto il segreto dei Soma, gli chiede di restare suo amico, cosa che nessuno gli aveva mai chiesto. Grazie all'aiuto di Tohru, Yuki riesce gradualmente a esprimere i suoi sentimenti e s'innamora della ragazza, realizzando, però, che in lei cercava soltanto una figura materna. Essendo egli il topo, Yuki naturalmente detesta il gatto, Kyo, pur invidiandolo, ma alla fine i due diventano amici. In seguito, Yuki s'innamora di Machi Kuragi, tesoriera del consiglio studentesco: quando il ragazzo viene a sapere che Kyo si dichiarerà a Tohru, Yuki incontra Machi e l'abbraccia, ma non si trasforma perché la maledizione, dopo la dichiarazione di Kyo, è scomparsa. Nell'ultimo capitolo, Yuki consegna a Machi la chiave dell'appartamento in cui vivrà mentre frequenta l'università.
Kyo Soma (草摩 夾?, Sōma Kyō)
Doppiato da: Tomokazu Seki (anime 2001), Kyōsuke Ikeda (anime 2001; da bambino) e Keisuke Konno (anime 2001; a circa 1 anno) / Yūma Uchida (anime 2019) e Asuna Tomari (anime 2019; da bambino)
Il gatto, non fa parte dei segni dello zodiaco cinese perché, secondo una leggenda, il topo lo ingannò, dicendogli che la festa del Dio al quale si dovevano recare tutti gli animali era un altro giorno. Ha 16-18 anni ed è un ragazzo carismatico, ma fortemente competitivo. Essendo il gatto, Kyo odia Yuki, il topo, avendo l'impressione che per lui sia tutto facile. Poco prima dell'inizio della storia, Kyo ha fatto una scommessa con Akito: se fosse riuscito a sconfiggere Yuki prima del diploma, sarebbe stato ammesso nello zodiaco; tuttavia, in caso di fallimento, sarebbe rimasto confinato in casa per il resto della sua vita. La rivalità tra i due ragazzi non piace a Tohru, che vuole bene a entrambi e si preoccupa per loro. All'inizio della storia, Kyo si trasferisce a casa di Shigure con Yuki e Tohru. Quando era piccolo, sua madre morì in un incidente che qualcuno pensa sia suicidio e, dopo essere stato allontanato dal padre, Kyo viene accudito da Kazuma, al quale vuole bene come un padre. L'uomo, però, insiste che continui a vivere con Shigure perché è convinto che Tohru lo stia aiutando ad aprirsi. A parte il padre adottivo, Kyo allontana da sé tutti coloro che lo vogliono aiutare perché si vergogna della vera forma del suo segno, nella quale si trasforma quando un braccialetto che porta al polso viene rimosso: quando Tohru lo scopre, però, non si allontana da lui, rafforzando il loro legame. Oltre a questo, Kyo si incolpa della morte della madre della ragazza, che avrebbe potuto salvare. Con il progredire della storia, Kyo s'innamora di Tohru, ma è convinto che le causerà solo dolore e, quando la ragazza gli si dichiara, la rifiuta. Solo quando Yuki, Uotani e Saki Hanajima gli fanno notare quanto l'abbia ferita, Kyo confessa il suo amore alla ragazza, facendo sparire la maledizione che grava su tutta la famiglia. Nell'ultimo capitolo, Kyo e Tohru si trasferiscono in un'altra città, e in seguito hanno un figlio.
Shigure Soma (草摩 紫呉?, Sōma Shigure)
Doppiato da: Ryōtarō Okiayu (anime 2001) / Yūichi Nakamura (anime 2019) e Mari Hino (anime 2019; da bambino)
Il cane dello zodiaco cinese, ha 27 anni ed è il proprietario della casa dove vive insieme a Tohru, Yuki e Kyo. È uno scrittore, e per pubblicare i romanzi di qualità peggiore utilizza uno pseudonimo. È molto amico dei cugini Hatori ed Ayame, e lui e quest'ultimo amano fingere di essere amanti. Nell'anime, Shigure è un uomo lazzarone e sporcaccione, che sembra non prendere nulla seriamente, e si diverte a prendere in giro le persone. Nel manga, inoltre, è abbastanza manipolatore. I suoi sentimenti più profondi vanno ad Akito ma una volta ha fatto sesso con la madre di lei, Ren, perché gli dava fastidio che, nonostante Akito provasse per lui le stesse cose, dormisse con Kureno. Alla fine, sembra che le macchinazioni di Shigure avessero come obiettivo la liberazione di Akito dalla maledizione e dalla necessità di vivere come un uomo, in modo che potessero stare insieme.

### Personaggi secondari
Kagura Soma (草摩 楽羅?, Sōma Kagura)
Doppiata da: Kotono Mitsuishi (anime 2001) / Rie Kugimiya (anime 2019) / Yuri Shiratori (drama-CD)
Il maiale o cinghiale dello zodiaco cinese, ha 18-20 anni. Una giovane donna dalla grande forza, è impulsiva. Insiste di essere fidanzata con Kyo. Quando Kagura aveva sette anni e Kyo cinque, giocavano insieme, e lei lo costrinse a farle una proposta di matrimonio minacciandolo. Dopo aver parlato con Rin, Kagura ammette che il suo amore dipendeva dalla compassione; quando il ragazzo le dice di non amarla, lei continua a prendersi cura di lui. Frequenta il liceo locale e vive con i genitori e Rin.
Momiji Soma (草摩 紅葉?, Sōma Momiji)
Doppiato da: Ayaka Saitō (anime 2001) / Megumi Han (anime 2019) / Miki Nagasawa (drama-CD) / Kōki Miyata (manga DVD)
Il coniglio dello zodiaco cinese, ha 15-17 anni. Suo padre, uno dei più ricchi della famiglia, è giapponese, mentre sua madre è tedesca. Un ragazzo socievole e androgino, dietro alla facciata solare nasconde una triste vita familiare. Vive da solo ed è stato cresciuto dai domestici. Sua madre, scoprendo della maledizione quando lo toccò da piccolo, ne fu inorridita, e Hatori le fece dimenticare che Momiji era suo figlio. Per questo, la sorella minore Momo non sa che lui è suo fratello. La sua maledizione si spezza prima di quella degli altri, e decide di lasciare Akito nonostante lei lo preghi di restare. Tiene molto a Tohru e l'aiuta a cercare un lavoro serale come donna delle pulizie in uno degli uffici del padre, sostituendola una volta quando è malata. Nell'ultimo capitolo, confida a Hatsuharu e Rin che gli piacerebbe trovare una fidanzata magnifica quanto Tohru. Suona il violino.
Hatori Soma (草摩 はとり?, Sōma Hatori)
Doppiato da: Kazuhiko Inoue (anime 2001) / Kazuyuki Okitsu (anime 2019)
Il drago dello zodiaco cinese, in realtà si trasforma in un cavalluccio marino e ha 27 anni. Suo padre era il drago precedente e medico privato della famiglia Soma. È responsabile della cancellazione della memoria degli estranei che vengono a conoscenza della maledizione, come i compagni di gioco di Yuki quando era piccolo. Un uomo alto e sobrio, i suoi migliori amici sono Shigure e Ayame. È l'unica persona della quale Shigure si fida tanto da raccontargli i suoi piani. Prende i suoi impegni verso la famiglia e come dottore molto seriamente, e avverte Tohru dei pericoli che derivano dall'essere troppo coinvolti con i Soma. Prima dell'inizio della storia, era fidanzato con Kana Soma, sua assistente; la loro relazione finì quando Hatori chiese ad Akito di poter sposare Kana, e Akito lo attaccò, lasciandolo quasi cieco dall'occhio sinistro. Poiché Kana si sentiva troppo in colpa per l'accaduto, Hatori fu costretto a cancellarle tutti i ricordi sul loro rapporto. Quando Kana si sposò con un altro uomo, Shigure manipolò Hatori in modo che incontrasse la migliore amica di Kana, Mayuko Shiraki, che l'aveva sempre amato segretamente, e che l'uomo invita, nell'ultimo capitolo, a una vacanza ad Okinawa.
Hatsuharu "Haru" Soma (草摩 潑春?, Sōma Hatsuharu)
Doppiato da: Akio Suyama (anime 2001) e Akemi Okamura (anime 2001; da bambino) / Makoto Furukawa (anime 2019) e Mariko Higashiuchi (anime 2019; da bambino)
Il bufalo dello zodiaco cinese, nella serie viene rappresentato come una mucca e ha 15-17 anni. È un fratello maggiore per i membri più giovani dello zodiaco; spesso calmo e tranquillo, si arrabbia moltissimo se viene provocato. In famiglia, ha la reputazione di essere stupido perché, secondo la leggenda, il topo giunse per primo dal Dio sulla schiena della mucca, facendo sembrare quest'ultima stupida. Per questo motivo, odia Yuki e, quando fanno pace, il ragazzo diventa il primo amore di Hatsuharu, del quale non si vergogna affatto. È innamorato di Rin, con la quale ha una relazione segreta, ed è molto protettivo nei confronti delle persone alle quali tiene, specialmente Rin, Yuki e Kisa. Ha un pessimo senso dell'orientamento e una volta si è perso per tre giorni in una città mentre cercava Kyo per sfidarlo. Adora prendere in giro Kyo e diventa grande amico di Tohru.
Ayame "Aya" Soma (草摩 綾女?, Sōma Ayame)
Doppiato da: Mitsuru Miyamoto (anime 2001) / Takahiro Sakurai (anime 2019) / Takehito Koyasu (drama-CD)
Il serpente dello zodiaco cinese, ha 27 anni ed è il fratello maggiore di Yuki. Vivace, sicuro di sé ed egocentrico, ha l'abilità di dar fastidio a Yuki e Kyo. Gestisce un negozio di vestiti romantici e da cameriera. Il miglior amico di Shigure e Hatori, quest'ultimo è l'unico in grado di tenere a freno il lato peggiore di Ayame. Essendo il serpente, è particolarmente sensibile al freddo. Quando era giovane, Ayame trascurava completamente Yuki, ma crescendo si è reso conto che il fratello minore era l'unica persona che gli rimaneva. Questo lo porta a desiderare fortemente l'amore di Yuki che, con il progredire della serie, comincia ad accettare Ayame come fratello e a cercare di capirlo. La prima cosa che Ayame fa, una volta liberato dalla maledizione, è abbracciare Mine Kuramae, la sarta del suo negozio, e confessarle il suo amore.
Kisa Soma (草摩 杞紗?, Sōma Kisa)
Doppiata da: Kaori Nazuka (anime 2001) / Reina Ueda (anime 2019)
La tigre dello zodiaco cinese, ha 12-14 anni ed è una ragazza molto timida. I suoi compagni di scuola la escludono a causa dei suoi capelli fulvi e degli occhi gialli, un effetto della maledizione; vergognandosi di essere oggetto di bullismo, non dice nulla alla madre e smette di parlare, scappando poi da Hatsuharu, che vede come un fratello maggiore. Tohru, che capisce l'angoscia di Kisa, essendo stata anche lei oggetto di bullismo, la aiuta a uscire dal guscio e Kisa si affeziona molto a lei, chiamandola "sorella". Con il progredire della serie, Kisa lotta contro la sua timidezza; è una fan della serie anime fittizia Mogeta, che a volte guarda insieme a Tohru. È innamorata di Hiro.
Hiro Soma (草摩 燈路?, Sōma Hiro)
Doppiato da: Yuriko Fuchizaki (anime 2001) / Yō Taichi (anime 2019)
La capra dello zodiaco cinese, ha 11-12 anni e ama Kisa più di ogni altra cosa. Quando confessa ad Akito il suo amore per lei, la donna picchia la ragazzina e Hiro decide che, per il suo bene, deve starle lontano. Accidentalmente, vede Akito che spinge Isuzu fuori dalla finestra, ma Rin e Akito lo costringono a non dire nulla a Haru. Quando viene liberato dalla maledizione, prende in braccio la sorellina Hinata.
Ritsu Soma (草摩 利津?, Sōma Ritsu)
Doppiato da: Mīna Tominaga (anime 2001) / Kengo Kawanishi (anime 2019)
La scimmia dello zodiaco cinese, ha 21-22 anni ed è un uomo molto instabile con poca stima di sé. Chiede sempre scusa per qualsiasi cosa, anche se non è colpa sua. Si veste con abiti da donna perché dice di sentire meno la pressione della società, e viene inizialmente scambiato per una donna da Tohru a causa dei suoi lunghi capelli e della sua bellezza. Shigure ama giocare con le insicurezze di Ritsu. Nell'ultimo capitolo del manga, il ragazzo regala uno dei suoi kimono da donna a Kagura, ha tagliato i capelli e non si veste più da ragazza. Sembra che tra lui e Mitsuru, l'editrice di Shigure, nasca una storia.
Isuzu "Rin" Soma (草摩 依鈴?, Sōma Isuzu)
Doppiata da: Hōko Kuwashima (manga DVD) / Aki Toyosaki (anime 2019)
Il cavallo dello zodiaco cinese, ha 17-19 anni. Indipendente e testarda, è schietta, ma si preoccupa anche per gli altri. Da piccola, i suoi genitori la trattavano con molto affetto, ma quando lei chiese loro se erano felici, la maschera che avevano indossato fino a quel momento cadde, e cominciarono a trascurarla e abusare di lei fino a farla finire in ospedale. In seguito a questi eventi, viene cacciata di casa e ospitata da Kagura. Lei e Hatsuharu hanno una relazione sentimentale e sessuale cominciata prima della serie; quando vengono scoperti da Akito, Rin si prende tutta la responsabilità e viene spinta giù da una finestra da Akito. Mentre si trova all'ospedale in cura, la ragazza rompe con Hatsuharu per proteggerlo. Per liberarlo, Rin comincia a cercare una cura contro la maledizione, chiedendo aiuto a Kazuma, Shigure e Ren. Quest'ultima le chiede di rubare una scatola nera ad Akito, ma, scoperta, viene rinchiusa nelle prigioni e le vengono tagliati i capelli. Viene poi liberata da Kureno e si riconcilia con Hatsuharu.
Kureno Soma (草摩 紅野?, Sōma Kureno)
Doppiato da: Susumu Chiba (manga DVD)
Il precedente gallo dello zodiaco cinese, ha 26 anni. Gentile e altruista, circa dieci anni prima dell'inizio della serie la sua maledizione è stata spezzata in qualche modo, ma a causa di Akito ha promesso di non andarsene. Kureno e Akito hanno una relazione sessuale e, quando Shigure lo scopre, per vendetta dorme con la madre di Akito, Ren. Kureno viene tenuto lontano dal resto della famiglia per evitare che qualcuno scopra che non è più maledetto; essendo tanto protetto, è solo a 26 anni che incontra Arisa Uotani, ma, nonostante l'attrazione reciproca, resta lontano da lei a causa della promessa fatta ad Akito. Alla fine del manga viene liberato e può stare con Arisa.
Kazuma Soma (草摩 藉真?, Sōma Kazuma)
Doppiato da: Norihiro Inoue (anime 2001) e Miki Machii (anime 2001; all'età di 7 anni) / Toshiyuki Morikawa (anime 2019) e Ayaka Nanase (anime 2019; da bambino)
Maestro di karate, ha 40 anni e non sa cucinare. Quando era piccolo, trattò male suo nonno perché era il gatto, ma l'uomo lo perdonò; per espiare la sua colpa, adotta Kyo quando il ragazzo perde la madre. Spera che l'amore che Tohru prova per Kyo sia sincero e non basato sulla compassione; per testare i sentimenti della ragazza e far capire a Kyo che può essere accettato dagli altri anche se è maledetto, lo spinge a mostrare la sua vera forma a Tohru. Alla fine del manga, comincia una relazione con Hanajima.
Arisa "Uo-chan" Uotani (魚谷 ありさ?, Uotani Arisa)
Doppiata da: Yuka Imai (anime 2001) / Atsumi Tanezaki (anime 2019)
Una delle amiche più intime di Tohru, ha 17 anni. Dura, arrogante e a volte violenta, compete sempre con Kyo. Ha avuto un'infanzia difficile: suo padre era un alcolizzato e sua madre lo lasciò per un altro uomo quando Arisa era piccola; la ragazza entrò quindi in una banda femminile, prendendo come idolo Kyoko Honda, la madre di Tohru, per il suo passato in una banda. Quando incontrò alle medie sia Tohru sia Kyoko, rimase sconvolta dal cambiamento che c'era stato nella donna, ma ne diventò amica quando l'aiutò a lasciare la sua banda. Insieme a Saki Hanajima, ha giurato sulla tomba di Kyoko che avrebbe tenuto d'occhio Tohru, agendo da quel momento come una figura paterna per lei. Mentre lavora part-time in un negozio, incontra Kureno Soma, dal quale è subito attratta, ma è preoccupata perché lui ha 9 anni in più.
Saki "Hana-chan" Hanajima (花島 咲?, Hanajima Saki)
Doppiata da: Reiko Yasuhara (anime 2001) / Satomi Satō (anime 2019) / Yumi Tōma (manga DVD)
Una delle amiche più intime di Tohru, ha 17 anni e capacità psichiche che le permettono di percepire le "onde" delle persone e rilasciare scariche elettriche. Gentile e impassibile, pur avendo l'aspetto da Gothic Lolita adora i manga sentimentali. Da piccola ha avuto problemi nel controllare le sue abilità, e s'incolpa per il collasso quasi fatale di un ragazzo che la stava infastidendo. Come Arisa, è estremamente protettiva nei confronti di Tohru, che è stata la prima persona a scuola ad accettarla veramente, permettendole così di prendere il controllo dei propri poteri. Ha una relazione molto stretta con la propria famiglia, che l'accetta e coltiva i suoi doni, specialmente il fratello minore, Megumi, che ha come lei poteri psichici. S'imbatte in Kazuma Soma per la prima volta all'incontro genitori-insegnanti; nell'ultimo capitolo del manga, lavora come cuoca al dojo di Kazuma e sembra che abbiano una relazione.
Akito Soma (草摩 慊人?, Sōma Akito)
Doppiato da: Murasaki Wakaba (anime 2001) e Yuka Imai (anime 2001; da bambino) / Maaya Sakamoto (anime 2019) / Junko Minagawa (manga DVD)
Il capo della famiglia Soma, è molto fragile. Si ammala facilmente ed è di qualche anno più giovane di Ritsu. Irascibile e violenta, ricopre il ruolo dell'imperatore di giada, il Dio che controlla lo zodiaco. Quando i membri dello zodiaco raggiungono un'età adatta, li chiama a vivere con lei, come se partecipassero a un banchetto eterno. Inizialmente permette a Tohru di vivere con Shigure perché crede che la ragazza rifiuterà Kyo e Yuki a causa della maledizione, ma quando i due ragazzi imparano che gli estranei possono amarli e accettarli, avendo quindi la possibilità di vivere lontano da Akito, la donna comincia a odiare Tohru. Akito è una donna cresciuta come ragazzo: Ren, infatti, si vergognava che fosse una femmina a impersonare il Dio. Le uniche persone che sanno che è una femmina sono Kureno, Shigure, Hatori e Ayame, i membri più anziani. Quando Tohru spezza la maledizione, Akito comincia a vestirsi e vivere come una donna, e Shigure, che ama, si trasferisce a vivere con lei.
Ren Soma (草摩 楝?, Sōma Ren)
La madre di Akito, appare solo nel manga ed è una donna elegante, con un'ossessione per il marito defunto. Originariamente era una domestica dei Soma che conquistò Akira, trattandolo con gentilezza e capendo la sua solitudine. Quando partorì e notò che Akito, essendo il Dio, riceveva più attenzioni, pretese che fosse cresciuta come maschio per timore che la potesse rimpiazzare nel cuore del marito. Per alimentare la paura di Akito di essere abbandonata, Ren continua a dirle che il suo legame con lo zodiaco non esiste. Quando Akito comincia a dormire con Kureno, Ren seduce Shigure per far infuriare la figlia.
Katsuya Honda (本田 勝也?, Honda Katsuya)
Il padre di Tohru, appare soltanto nel manga in un flashback. Ha incontrato Kyoko alle medie, riconoscendo nel comportamento ribelle della ragazza lo stesso tentativo di proteggersi che lui adottava parlando in modo formale; nonostante gli otto anni di differenza (lui ne aveva 21, lei 13), s'innamorarono, lui l'aiutò ad abbandonare la banda e si sposarono. Tre anni dopo la nascita di Tohru, muore di polmonite durante un viaggio d'affari.
Kyoko Honda (本田 今日子?, Honda Kyōko)
Doppiata da: Reiko Yasuhara (anime 2001) / Miyuki Sawashiro (anime 2019)
La madre di Tohru, il suo cognome da nubile era Katsunuma e alle medie era la leader di una banda femminile. Ignorata e rifiutata dai suoi genitori, s'innamorò di un insegnante, Katsuya Honda, che sposò dopo aver lasciato la scuola e la banda. Alla morte del marito, cercò di suicidarsi, ma non lo fece perché la figlia, di soli tre anni, aveva bisogno di lei. Grazie a questa esperienza, Kyoko cresce Tohru insegnandole che tutti hanno bisogno di sentirsi necessari, e aiuta Arisa a lasciare la sua banda. Tohru la considera la persona più importante della sua vita. Muore alcuni mesi prima dell'inizio della serie.

### Altri personaggi
Kakeru Manabe (真鍋 翔?, Manabe Kakeru)
Doppiato da: Ken'ichi Suzumura (drama-CD) / Takuya Eguchi (anime 2019)
Vice presidente del consiglio studentesco dell'Istituto Kahibara, ha 16-17 anni e fa amicizia facilmente. È il fratellastro maggiore di Machi Kuragi, con la quale condivide il padre. Ha una fidanzata, Nakao Komaki, il cui padre guidava la macchina che uccise Kyoko Honda e lui stesso. Credendo che Tohru pensasse di essere l'unica a soffrire per l'incidente, le disse che era nauseante, ma poi, spinto da Nakao, chiese scusa.
Machi Kuragi (倉伎 真知?, Kuragi Machi)
Doppiata da: Yuki Kaida (drama-CD, manga DVD) / Ai Kakuma (anime 2019)
Tesoriera del consiglio studentesco dell'Istituto Kahibara, ha 15-17 anni ed è in classe con Hatsuharu e Momiji. È la sorellastra di Kakeru. Tranquilla e quasi senza emozioni, ha occasionali scatti di ira distruttiva. Ha paura della perfezione perché sua madre voleva che fosse perfetta per diventare l'erede dell'enorme patrimonio di suo padre; ha difficoltà a esprimere quello che sente. A differenza di molte ragazze, non considera Yuki un principe, ma solo un ragazzo come gli altri, anche se un po' solo. Il suo comportamento diverso cattura l'attenzione di Yuki, che cerca in modi diversi di diventare suo amico; la ragazza, alla fine, s'innamora di lui e gli confessa il suo amore, diventando la sua fidanzata.
Kimi Todo (藤堂 公?, Tōdō Kimi)
Doppiata da: Yukari Tamura (drama-CD)
Segretaria del consiglio studentesco dell'Istituto Kahibara, ha 16-17 anni. Estroversa e amante del divertimento, è anche manipolatrice e non esita a flirtare per ottenere quello che vuole. Ama sedurre i ragazzi già impegnati; è una buona amica di Manabe e non piace a molte ragazze, in particolare a quelle del fan club di Yuki.
Naohito Sakuragi (桜木 直人?, Sakuragi Naohito)
Doppiato da: Jun Fukuyama (drama-CD)
Il secondo segretario del consiglio studentesco dell'Istituto Kahibara, ha 15-16 anni. Ha una cotta segreta per Motoko e, per questo, considera Yuki suo rivale.
Motoko Minagawa (皆川 素子?, Minagawa Motoko)
Doppiata da: Kaori Shimizu (anime 2001) / M.A.O (anime 2019) / Megumi Toyoguchi (drama-CD)
Presidentessa del fan club di Yuki, ha 17-18 anni. È ossessiva e romantica; odia qualunque ragazza che osi avvicinarsi a Yuki, in particolare Tohru, Kimi e Machi. Al diploma, confessa il suo amore a Yuki, pur sapendo di non essere ricambiata, e gli augura un futuro felice.
Minami Kinoshita (木之下 南?, Kinoshita Minami)
Doppiata da: Harumi Asai (anime 2001) / Shizuka Ishigami (anime 2019)
Vicepresidentessa del fan club di Yuki, è in classe con Tohru, ma spesso litiga con lei.
Mio Yamagishi (山岸 美緒?, Yamagishi Mio)
Doppiata da: Yuki Kajita (anime 2001) / Anzu Haruno (anime 2019)
Un altro membro del fan club di Yuki, ha i capelli neri ed è in classe con Momiji.
Mayuko Shiraki (白木 繭子?, Shiraki Mayuko)
Doppiata da: Hitomi Nabatame (anime 2019) / Naomi Shindō (manga DVD)
L'insegnante della classe di Tohru, Kyo, Arisa, Saki e Yuki, è generalmente di buon umore. È la migliore amica di Kana, ex fidanzata di Hatori, dal quale è attratta. Essendosene innamorata quando lui e Hana stavano ancora insieme, esce per un mese con Shigure; nell'ultimo capitolo, lei e Hatori formano una coppia e lui la invita in vacanza a Okinawa.
Makoto Takei (竹井 誠?, Takei Makoto)
Doppiato da: Yūji Ueda (anime 2001) / Jun Fukushima (anime 2019)
Il presidente del consiglio studentesco dell'Istituto Kahibara.
Komaki Nakao (中尾 小牧?, Nakao Komaki)
Mitsuru (満?, Mitsuru)
Doppiata da: Akemi Okamura (anime 2001) / Chinatsu Akasaki (anime 2019)
L'editrice di Shigure, è una donna stressata che cerca in ogni modo di convincere l'uomo a rispettare le scadenze. S'innamora di Ritsu, con il quale intraprende una relazione.
Mine Kuramae (倉前 美音?, Kuramae Mine)
Doppiata da: Miki Takahashi (anime 2001)
La sarta del negozio di Ayame, vive con lui in un appartamento. Allegra e disposta a fare qualsiasi cosa per Ayame, adora i vestiti femminili.

## Manga

Logo della serie

Il manga, composto da 136 capitoli, è stato pubblicato sulla rivista Hana to Yume dal 18 luglio 1998 al 20 novembre 2006 e successivamente è stato serializzato in 23 tankōbon per conto della Hakusensha, pubblicati tra il 19 gennaio 1999 e il 19 marzo 2007. Tra settembre 2015 e marzo 2019 è stato pubblicato un seguito, con personaggi diversi, dal titolo Fruits Basket another. Nel 2001, l'opera ha vinto il premio Kodansha nella categoria shōjo e nel 2007, l'American Anime Awards come miglior manga; in totale, essa ha venduto oltre 18 milioni di copie solo in Giappone.
In Italia è stato pubblicato da Dynit dal 1º luglio 2002 al 20 febbraio 2008. È arrivato anche negli Stati Uniti da Tokyopop nel novembre 2004, in Francia da Delcourt, in Spagna da Norma Editorial, nei Paesi Bassi da Glénat, in Germania e Svezia da Carlsen Comics, in Finlandia da Sangatsu Manga, in Danimarca da Mette Holm, in Polonia da Japonica Polonica Fantastica, a Singapore da Chuang Yi, in Brasile da Editora JBC e in Messico da Editorial Vid.

### Origine del titolo
Il titolo dell'opera deriva da un semplice gioco per bambini, chiamato appunto "Fruit Basket", che consiste nel disporsi in cerchio, seduti, mentre al centro il capo assegna a tutti il nome di un frutto che chiamerà in seguito. Quando Tohru era all'asilo e gli altri bambini giocavano a questo gioco, le veniva sempre assegnato l'onigiri, che è una polpetta di riso. Tohru ingenuamente accettava pensando che l'onigiri fosse molto buono; ma durante il gioco venivano chiamati tutti tranne lei, che rimaneva seduta pensando a quanto delizioso fosse l'onigiri e non si accorgeva che, non essendo un frutto, non poteva essere chiamato, e in questo modo gli altri bambini la escludevano dal gioco di proposito. Nel corso del manga appaiono spesso i personaggi in super deformed: di solito Tohru è rappresentata proprio con l'onigiri. Inoltre, dopo aver ricordato quell'episodio risalente all'asilo, si sente finalmente accettata nel cesto di frutta (la famiglia Soma).

### Volumi
| Fruits Basket (23 volumi)        |                   |                        |                   |
| 1                                | 19 gennaio 1999   | ISBN 4-592-17161-6     | 1º luglio 2002    |
| 2                                | 18 giugno 1999    | ISBN 4-592-17162-4     | 30 marzo 2003     |
| 3                                | 17 settembre 1999 | ISBN 4-592-17163-2     | 1º maggio 2003    |
| 4                                | 19 gennaio 2000   | ISBN 4-592-17164-0     | 9 giugno 2003     |
| 5                                | 19 aprile 2000    | ISBN 4-592-17165-9     | 21 luglio 2003    |
| 6                                | 18 agosto 2000    | ISBN 4-592-17166-7     | 8 settembre 2003  |
| 7                                | 17 agosto 2001    | ISBN 4-592-17167-5     | 16 ottobre 2003   |
| 8                                | 18 gennaio 2002   | ISBN 4-592-17168-3     | 30 settembre 2004 |
| 9                                | 19 giugno 2002    | ISBN 4-592-17169-1     | 30 ottobre 2004   |
| 10                               | 18 ottobre 2002   | ISBN 4-592-17170-5     | 25 novembre 2004  |
| 11                               | 19 febbraio 2003  | ISBN 4-592-17881-5     | 22 dicembre 2004  |
| 12                               | 19 giugno 2003    | ISBN 4-592-17882-3     | 25 febbraio 2005  |
| 13                               | 19 novembre 2003  | ISBN 4-592-17883-1     | 27 aprile 2005    |
| 14                               | 19 aprile 2004    | ISBN 4-592-17884-X     | 29 giugno 2005    |
| 15                               | 17 settembre 2004 | ISBN 4-592-17885-8     | 24 agosto 2005    |
| 16                               | 19 gennaio 2005   | ISBN 4-592-17886-6     | 26 ottobre 2005   |
| 17                               | 19 maggio 2005    | ISBN 4-592-17887-4     | 15 dicembre 2005  |
| 18                               | 16 settembre 2005 | ISBN 4-592-17888-2     | 22 febbraio 2006  |
| 19                               | 19 gennaio 2006   | ISBN 4-592-17889-0     | 26 ottobre 2006   |
| 20                               | 19 maggio 2006    | ISBN 4-592-18400-9     | 28 marzo 2007     |
| 21                               | 19 settembre 2006 | ISBN 4-592-18401-7     | 12 settembre 2007 |
| 22                               | 19 gennaio 2007   | ISBN 978-4-592-18402-7 | 7 novembre 2007   |
| 23                               | 19 marzo 2007     | ISBN 978-4-592-18403-4 | 20 febbraio 2008  |
| Fruits Basket another (3 volumi) |                   |                        |                   |
| 1                                | 19 agosto 2016    | ISBN 978-4-592-21851-7 | -                 |
| 2                                | 20 settembre 2017 | ISBN 978-4-592-21852-4 | -                 |
| 3                                | 20 marzo 2019     | ISBN 978-4-592-21853-1 | -                 |

### Libri correlati
| Nº | Titolo italiano (traduzione letterale) Giapponese 「Kanji」 - Rōmaji                                                   | Data di prima pubblicazione       | Data di prima pubblicazione |
| Nº | Titolo italiano (traduzione letterale) Giapponese 「Kanji」 - Rōmaji                                                   | Giapponese                        |                             |
| 1  | Fruits Basket Character Book 「フルーツバスケットキャラクターブック」 - Furūtsu Basuketto Kyarakutā Bukku              | 18 luglio 2001 ISBN 4-592-73185-9 |                             |
| 2  | Takaya Natsuki gashū "Fruits Basket" 「高屋奈月画集「フルーツバスケット」」 - Takaya Natsuki gashū `Furūtsu Basuketto' | 16 aprile 2004 ISBN 4-592-73220-0 |                             |
| 3  | Fruits Basket Fan Book (Neko) 「フルーツバスケット ファンブック〔猫〕」 - Furūtsu Basuketto Fan Bukku 〔Neko〕         | 19 maggio 2005 ISBN 4-592-18888-8 |                             |
| 4  | Fruits Basket Fan Book (En) 「フルーツバスケット ファンブック〔宴〕」 - Furūtsu Basuketto Fan Bukku 〔Utage〕          | 19 marzo 2007 ISBN 4-592-18898-5  |                             |

## Anime

### Serie del 2001

Shigure, Kyo, Yuki, Tohru, Saki e Arisa nel primo adattamento anime

Un primo adattamento anime, prodotto da Studio Deen, è stato trasmesso dal 5 luglio al 27 dicembre 2001 su TV Tokyo e non narra tutte le vicende che accadono nel manga poiché è finito prima di questo e ha un diverso epilogo. I DVD sono stati distribuiti da King Records dal 29 settembre 2001 al 22 maggio 2002. Nello stesso anno, la serie ha vinto il premio Animage Anime Grand Prix. Precedentemente ad esso, nel 1999 è stato pubblicato un drama-CD, di cui altri due nel 2005, mentre nel 2012 è uscito un manga DVD.
La sigla d'apertura è For Fruits Basket (Ｆｏｒ フルーツバスケット?, For Furūtsu Basuketto) e quelle di chiusura sono rispettivamente Chīsana inori (小さな祈り?) (ep. 1-24 e 26) e Serenade (セレナーデ?, Serenāde) Pf Solo Ver.; tutti e tre i brani sono cantati da Ritsuko Okazaki. La OST è stata raccolta in un CD, uscito il 25 aprile 2007 assieme al box completo dei DVD degli episodi.

#### Differenze con il manga
Pur basandosi, nella stragrande maggioranza dei casi, molto fedelmente al fumetto originale, la prima serie animata (prodotta quando il manga era ancora in corso) ha apportato però alcune modifiche alla storia: certi eventi, ad esempio il primo incontro di Tohru con Momiji e i riferimenti al cappello di baseball indossato da lei, sono stati espunti. L'anime poi non menziona in alcun modo il fatto che Yuki e Kyo hanno conosciuto la madre di Tohru, o che Kyo incolpa se stesso per la sua morte: molti degli eventi che circondano la rivelazione della vera forma di Kyo sono stati notevolmente cambiati rispetto al manga, tra cui l'aggiunta di tutto l'inseguimento durante gli episodi finali, o dell'incontro di Tohru con Akito nel bosco, nessuno dei quali accade nel manga. Nel manga Momiji è per metà tedesco e parla regolarmente quella lingua, soprattutto quando incontra per la prima volta Tohru; il lato più oscuro di Shigure viene molto attenuato nell'anime e vengono tolte la maggior parte delle scene in cui s'incontra con Akito. Nell'anime Akito è un maschio destinato a morire precocemente a causa della maledizione, mentre nel fumetto originale è una femmina che è stata allevata come fosse un ragazzo, e non si trova affatto in pericolo di vita. Infine Rin e Kureno, il cavallo e il gallo dello zodiaco, non vengono mai mostrati nell'anime e sono presenti solamente nella versione cartacea. Inoltre non viene fatto vedere che la maledizione viene spezzata.

### Serie del 2019
Un secondo adattamento anime, prodotto da TMS Entertainment e composto da tre stagioni, è trasmesso su TV Tokyo e copre l'intera storia del manga: la prima stagione è andata in onda dal 5 aprile al 20 settembre 2019, la seconda dal 6 aprile al 21 settembre 2020 e la terza dal 5 aprile al 28 giugno 2021. I DVD e i Blu-ray della prima stagione sono stati distribuiti dal 21 giugno al 22 novembre 2019.
Le sigle d'apertura sono rispettivamente Again di Beverly (ep. 2-13), Chime di Ai Ōtsuka (ep. 14-24), Prism (プリズム?) degli AmPm feat. Miyuna (ep. 26-39), Home di Asako Toki (ep. 40-50) e Pleasure dei WARPs UP (ep. 51-63) mentre quelle di chiusura Lucky Ending di Vickeblanka (ep. 1-13), One Step Closer degli INTERSECTION (ep. 14-25), ad meliora, di THE CHARM PARK (ep. 26-39), Eden dei Monkey Majik (ep. 40-50) e Haru urara (春うらら?) dei Genic (ep. 51-63).
Il 29 ottobre 2021 fu annunciato che la serie avrebbe ricevuto un film animato intitolato Fruits Basket: Prelude uscito il 18 febbraio 2022. La pellicola, che funge da riassunto della serie, racconta anche la storia dei genitori di Tohru omessa dalla serie anime.

## Accoglienza
A metà del 2007 il manga aveva venduto più di 18 milioni di copie in Giappone.
Nel sondaggio Manga Sōsenkyo 2021 indetto da TV Asahi, 150 000 persone hanno votato la loro top 100 delle serie manga e Fruits Basket si è classificata all'87º posto.
Rebecca Silverman di Anime News Network ha definito la protagonista Tohru forte come qualsiasi altra maghetta.